# Karaván

Karaván a sivatagban

A karaván perzsa gyökerű szó, eredetileg tevén vagy lovon utazó emberek csoportját nevezték így. Kar "küldetés"-t jelent, van "ember"-t, vagy "gyámolító"-t. A karaván olyan kereskedők, zarándokok vagy utazók (pl. felfedezők) csoportja, akik a nagyobb utazási biztonság kedvéért együtt utaznak a sivatagban vagy más veszélyes tájon.

## Jellegzetes karavánok
Az ázsiai és észak-afrikai sivatagokban a karavánok leggyakrabban használt állata a teve volt, az ugyanis szinte mindent megeszik, napokig bírja víz nélkül, és alaposan meg lehet terhelni. Bizonyos területeken (mint a Kína és Mongólia közötti teakereskedelemben) kocsik elé is befogták őket, de másutt a terhet általában két egyenlő részre osztották, és a teve két oldalán rögzítették. Forróságban, hosszú úton egy teve kb. 160 kg súlyt vitt, de hűvösebb időben, rövidebb úton vagy a vámkötelezettség elkerülése végett akár 450 kg teherrel is megrakhatták. Az utasok az állat két oldalára erősített kosarakban ültek.
A karavánok nagysága a szállítandó terhek jellegétől, a forgalomtól, az útvonal veszélyességétől és a rendelkezésre álló tevék számától függött. A legnagyobb ismert karavánokat különleges céllal indították, például a Kairóból és Damaszkuszból Mekkába tartó muszlim zarándokkaravánokat, amelyekben a tevék száma több mint 10 000 volt. A Szaharán át vezető, Taoudenniből Aïrba tartó sókaraván még a fénykora után, 1908-ban is 20 000 tevével indult útnak.
A tevék orrgyűrűjén át vezetett s a következő állat nyergéhez kötött kötelekkel akár 40 tevét is összefűzhettek. A nomád tevehajcsárok három vagy négy ilyen oszlopot hajtottak egymás mellett. Kínában azonban olykor az egész karaván egyetlen hosszú oszlopba fejlődve haladt.

## A karavánok szervezése
Általánosságban karavánnak (egyes esetekben konvojnak) neveznek minden olyan szállítási módot, amelynek során több, egymás mögött haladó állat vagy jármű hordozza a terheket, árut. Ez a szállítási forma az ókor elején alakult ki, az akkori út- és utazási viszonyokhoz alkalmazkodva.
A karavánok indításának idejét az időjárási viszonyok, a rendelkezésre álló víz és legelő vagy (a muszlim karavánoknál) az határozta meg, hogy Dzú al-Hiddzsa havának 8. napjáig meg kellett érkezni Mekkába (például az orenburgi karaván az oroszországi hóolvadás után hagyta el Buharát, de a bászrai a késő őszi esőzések után indult útnak Aleppóból). A karaván átlagosan óránként 3–5 km-t tett meg napi – vagy nagy melegben éjszakai – 8–14 óra vonulás mellett.

## Karavánutak és infrastruktúrájuk
Ha lehetséges volt, pihenőt tartottak egy-egy karavánszerájban, vagy a karavánok ellátására szakosodott telepeken, sivatagi víztároló kutaknál, településeken. (A karavánszeráj (perzsa كاروانسرا) "otthon"-t vagy "menedék"-et jelent a karavánok számára.)

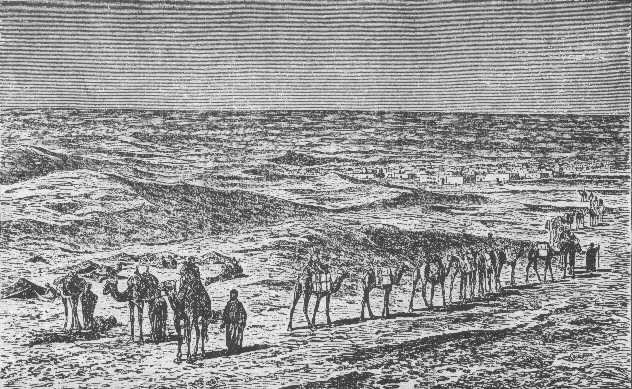
Karaván útja során a Szaharában (közli: Stanley and the White Heroes in Africa, írta H. B. Scammel, 1890)

A karavánutak - részben az útvámok, részben az ellátásukra szerveződő ellátó létesítmények működtetése révén - a mindenkori országok számára jövedelemforrásnak számítottak. Ezért az uralkodók (különösképpen a szeldzsukok) kiemelt figyelmet fordítottak a karavánutak (hidak, hágók) minőségére, birtoklására, biztonságára és ellátó hálózatára, főleg őrséghelyek, karavánszerájok, vásárhelyek (bedesten) építésével és fenntartásával.

## A karavánok jelentőségének csökkenése
Az Európát és a Kelet- és Délkelet-Ázsiát összekötő tengeri utak felfedezése egyes útvonalak (pl. a Kínából a Földközi-tengerhez vezető selyemút) hanyatlásához vezetett, míg mások alternatívaként tovább éltek (például a Vörös-tenger menti tömjénutak). Jó néhány karavánút még a XIX. században is virágzott, mígnem az országúti és vasúti szállítás fejlődése, illetve a rabszolga-kereskedelem felszámolása ezeket is nagyobbrészt elsorvasztotta. Helyi karavánok azonban továbbra is közlekednek. Egyes muszlim zarándokkaravánok például azért indulnak, mert erényesebbnek tartják a keményebb, hagyományos úton-módon való zarándok-utazást. (EBH)